# Bandiera dello Schleswig-Holstein
La bandiera dello Schleswig-Holstein è un tricolore orizzontale di blu, bianco e rosso. Lo Schleswig-Holstein è uno dei 16 stati della Germania, comprendente la maggior parte dello storico ducato di Holstein e la parte meridionale dell'ex ducato di Schleswig.

## Panoramica
La bandiera fu introdotta nel 1843 e bandita nel 1845. Fu reintrodotta nel 1867 dopo l'annessione dello Schleswig-Holstein da parte della Prussia. Fu nuovamente abolita nel 1935.
Dopo che la Governo militare britannico rese lo Schleswig-Holstein uno stato tedesco nel 1946, questa bandiera fu issata per la prima volta dopo un dibattito il 29 agosto 1946. Fu formalmente istituita come bandiera il 18 gennaio 1957. Il semplice tricolore è la bandiera civile dello stato. Le autorità governative utilizzano la bandiera dello stato (Landesdienstflagge), dove la bandiera è deturpata dallo stemma dello stato.
Il tricolore era precedentemente utilizzato per la provincia dello Schleswig-Holstein (1868-1946).
È quasi identica alle bandiere dell'ex Regno di Jugoslavia e della Serbia e Montenegro, così come alla bandiera dei Paesi Bassi (anche se invertita).

## Galleria d'immagini

Ducato di Schleswig
Ducato di Sassonia-Lauenburg
Ducato di Holstein
Città libera e anseatica di Lubecca
Helgoland britannico (1807–1890)
Insegna governativa di British Heligoland (1807–1890)
Bandiera del Luogotenente Governatore dell'Eligoland britannica (1807–1890)
Provincia dello Schleswig-Holstein (1868–1946)
Bandiera dei Danesi dello Schleswig meridionale
La bandiera dei Frisi del Nord ha lo status ufficiale come lo stemma della Frisia Settentrionale, il Friisk Gesäts.